# Mlhovina v Andromedě
Mlhovina v Andromedě (v ruském originále Туманность Андромеды, fonetickým přepisem z azbuky Tumannosť Andromedy) je utopicko-anticipační fantasy a sci-fi román ruského spisovatele Ivana Antonoviče Jefremova z roku 1957 s výraznými sociálními, psychologickými a filozofickými prvky. Název knihy pochází z pojmenování Galaxie v Andromedě, odkud se v knize lidstvo poprvé setkává s neznámým mimozemským kosmickým korábem pocházejícím z jiné galaxie než je Mléčná dráha.
Dílo obsahuje autorovu dobově podmíněnou představu daleké budoucnosti lidstva, v době kdy již celé lidstvo žije na sjednocené planetě Zemi (zcela bez hranic a států) v beztřídní a idealizované komunistické společnosti. Autor se zde snažil popsat nejen výrazný vědecko-technický pokrok lidstva, ale i nové formy společenského života. Zejména v kontextu tehdejší ruské a sovětské sci-fi literatury se v době jeho vzniku jednalo o svým způsobem revoluční i přelomové dílo, které ve své době znamenalo výrazný myšlenkový posun a pokrok v celém žánru ruské a sovětské vědeckofantastické literatury. Z dnešního pohledu je ale zřejmé, že šlo o naprostou ideální utopii, která předpokládaný lidský a společenský život představuje v jeho velice idealizované a nepříliš reálné podobě, prakticky všichni lidé jsou zde představováni jakožto kladní hrdinové, kteří mají na mysli především rozvoj a pokrok nejen celého lidstva, ale i celé skupiny spřátelených mimozemských civilizací.

## Děj
Děj zpočátku probíhá paralelně na několika místech na Zeměkouli, dále také na palubě hvězdoletu Tantra, který se právě vrací na Zemi z neúspěšné návštěvy blízké mimozemské civilizace na fiktivní planetě Zirda, která byla obývána inteligentními mimozemšťany, ale která si zničila své životní prostředí natolik, že všichni mimozemšťané vyhynuli. Posádka tohoto hvězdoletu pak musí čelit nenadálému a nepředvídanému nebezpečí v podobě neznámé temné hvězdy, kterou míjí po cestě zpět na Zemi. Na doposud zcela neznámé temné planetě (oběžnici temné hvězdy) se setká nejen se starším pozemským havarovaným hvězdoletem Parus, ale i se záhadným obřím mezihvězdným korábem zcela neznámého původu (později na Zemi se ukáže, že se jedná o hvězdolet pocházející z Galaxie v Andromedě), stáří i konstrukce, dále je zde také nucena bojovat i s dosud zcela neznámými, agresivními a lidem velmi nebezpečnými formami nepozemského života. Děj na Zeměkouli pak představuje představu budoucích různých lidských činností - například astronomii, hudbu a tanec, archeologii, energetiku, dopravu, zemědělství i lékařskou vědu a biologii. Po šťastném návratu hvězdoletu Tantra zpět na Zemi se všechny paralelní dějové linky začnou proplétat a spojovat do závěrečného vyústění děje, jímž se stane odlet hned tří mezihvězdných výprav najednou na tři různá místa naší galaxie.

## Česká vydání
- 1960 v nakladatelství Mladá fronta, překlad: Miroslava Sedloňová, Edice Kapka svazek 35.[1]
  - 2. vydání 1962[2]
- 1968 v nakladatelství Mladá fronta, překlad: Miroslava Sedloňová, Edice 13 ; svazek 11[3]

## Filmové zpracování
- Tumannost Andromedy, film SSSR z roku 1967, 77 minut, režie Jevgenij Šerstobitov[4]